# 本庄道倫
本庄 道倫（ほんじょう みちとも、享保5年5月27日（1720年7月2日） - 宝暦6年5月20日（1756年6月17日））は、美濃高富藩の第3代藩主。
旗本・松平信晴の三男。母は松平信望の娘。正室は本庄道矩の養女（異母妹、本庄道章の娘）・幾。官位は従五位下・和泉守。初名は金三郎。
江戸に生まれる。延享2年（1745年）に先代藩主であった道矩が死去したとき、嗣子がなかったためその養嗣子となり、同年11月4日に家督を相続した。同年12月16日、和泉守となる。日光御祭礼奉行や大坂加番代などを務めた。道倫にも嗣子がなく、宝暦6年（1756年）5月20日に道倫が死去した後、養嗣子の道堅が跡を継いだ。法号は騰岳院含誉遊法義空。

## 系譜
父母
- 松平信晴（実父）
- 松平信望の娘（実母）
- 本庄道矩（養父）

正室
- 本庄道矩の養女 ー 本庄道章の娘

養子
- 本庄道堅 ー 牧野康周の次男